# Чижовка (Крым)
Чижо́вка (до 1948 года Ваку́ф-Карджа́в; укр. Чижівка, крымскотат. Qarcav Vaqıf, Къарджав Вакъыф) — исчезнувшее село в Красногвардейском районе Республики Крым, располагавшееся на северо-западе района, в степной части Крыма, примерно в 1—1,3 км северо-западнее современного села Коммунары.

## История
Впервые в доступных источниках селение встречается в Статистическом справочнике Таврической губернии. Ч.II-я. Статистический очерк, выпуск пятый Перекопский уезд, 1915 год, согласно которому в деревне Биюк-Караджав (вакуф) Александровской волости Перекопского уезда числилось 20 дворов (все дворы безземельные) с татарским населением в количестве 59 человека приписных жителей и 58 — «посторонних», из которых 63 мужчины и 54 женщины. За селением числилось 75 десятин удобной земли. В хозяйствах имелось 61 лошадь и 20 коров.
После установления в Крыму Советской власти и учреждения 18 октября 1921 года Крымской АССР, в составе Джанкойского уезда был образован Курманский район, в состав которого включили село. В 1922 году уезды получили название округов. 11 октября 1923 года, согласно постановлению ВЦИК, в административное деление Крымской АССР были внесены изменения, в результате которых был ликвидирован Курманский район и село включили в состав Джанкойского. Согласно Списку населённых пунктов Крымской АССР по Всесоюзной переписи 17 декабря 1926 года, в селе Карджав (вакуф), Анновского сельсовета Джанкойского района, числилось 38 дворов, все крестьянские, население составляло 163 человека, все татары, действовала татарская школа. Постановлением Президиума КрымЦИКа «Об образовании новой административной территориальной сети Крымской АССР» от 26 января 1935 года был создан немецкий национальный (лишённый статуса национального постановлением Оргбюро ЦК КПСС от 20 февраля 1939 года) Тельманский район (с 14 декабря 1944 года — Красногвардейский) и село включили в его состав. По данным всесоюзной переписи населения 1939 года в селе проживало 240 человек.
В 1944 году, после освобождения Крыма от фашистов, согласно постановлению ГКО № 5859 от 11 мая 1944 года, 18 мая крымские татары были депортированы в Среднюю Азию. 12 августа 1944 года было принято постановление № ГОКО-6372с «О переселении колхозников в районы Крыма» по которому в район из областей Украины и России переселялись семьи колхозников, а в начале 1950-х годов последовала вторая волна переселенцев из различных областей Украины. С 25 июня 1946 года Вакуф-Карджав в составе Крымской области РСФСР. Указом Президиума Верховного Совета РСФСР от 18 мая 1948 года, Вакуф-Карджав переименовали в Чижовку. В 1954 году село передано в состав Украинской ССР. Время включения в Калининский сельсовет пока не установлено: на 15 июня 1960 года село уже числилось в его составе. Ликвидировано к 1968 году (согласно справочнику «Крымская область. Административно-территориальное деление на 1 января 1968 года» — в период с 1954 по 1968 годы как село Калининского сельсовета).